# Solomon R. Guggenheim
Solomon R. Guggenheim (2. února 1861 Philadelphia – 3. listopadu 1949 New York City) byl americký průmyslník, filantrop a mecenáš.
Solomon Robert Guggenheim se narodil v rodině bohatého podnikatele a majitele dolů, který do USA přišel roku 1848 ze Švýcarska. Tam Guggenheim také studoval, po návratu pracoval v rodinné firmě, která obchodovala s mědí, založil Yukon Gold Company a velmi zbohatl. Počátkem 30. let ho německá šlechtična a později první ředitelka jeho muzea H. von Rebay přesvědčila, aby začal sbírat moderní umění. Guggenheim nakoupil díla V. Kandinského a dalších, roku 1937 založil Guggenheimovu nadaci (Solomon R. Guggenheim Foundation) na podporu moderního umění a roku 1939 otevřel v New Yorku Museum of Non-Objective Art, kde zpřístupnil své sbírky. Roku 1943 pověřil architekta Frank Lloyd Wrighta, aby navrhl novou budovu muzea. Zemřel roku 1949, dnešní Guggenheimovo muzeum bylo postaveno teprve v letech 1956-1959.